# Gastone Parigi
Gastone Parigi (ur. 10 sierpnia 1931 w Este, zm. 12 stycznia 2010 w Pordenone) – włoski polityk, parlamentarzysta krajowy, poseł do Parlamentu Europejskiego IV kadencji.

## Życiorys
Absolwent nauk ekonomicznych i handlowych, z zawodu finansista. Był m.in. regionalnym prezesem Mediocredito i członkiem rady dyrektorów Autovie Venete.
Długoletni działacz Włoskiego Ruchu Społecznego i Sojuszu Narodowego, zasiadał we władzach tych ugrupowań. Od 1956 przez cztery kadencje był radnym miejskim w Pordenone, przez dwie kadencje zasiadał w radzie regionu Friuli-Wenecja Julijska. Od 1983 do 1994 zasiadał w Izbie Deputowanych IX, X i XI kadencji. W latach 1994–1999 sprawował mandat eurodeputowanego IV kadencji, pracując m.in. w Komisji ds. Rolnictwa i Rozwoju Wsi.